# Haplinis similis
Haplinis similis là một loài nhện trong họ Linyphiidae.
Loài này thuộc chi Haplinis. Haplinis similis được A. David Blest miêu tả năm 1979.